# Vlaškovec
Vlaškovec je naseljeno mjesto u Republici Hrvatskoj u Zagrebačkoj županiji.

## Zemljopis
Administrativno je u sastavu Jastrebarskog. Naselje se proteže na površini od 3,61 km².

## Stanovništvo
Prema popisu stanovništva iz 2001. godine u Vlaškovcu stanuje 120 stanovnika i to u 41 kućanstvu. Gustoća naseljenosti iznosi 33,24 st./km².
| broj stanovnika | 164   | 163   | 163   | 191   | 192   | 235   | 214   | 248   | 291   | 303   | 270   | 218   | 163   | 135   | 120   | 120   | 94    |
|                 | 1857. | 1869. | 1880. | 1890. | 1900. | 1910. | 1921. | 1931. | 1948. | 1953. | 1961. | 1971. | 1981. | 1991. | 2001. | 2011. | 2021. |